# Ann E. Todd
Ann E. Todd, nata Ann Todd Phillips (Denver, 26 agosto 1931 – San Francisco, 7 febbraio 2020), è stata un'attrice statunitense.
Non va confusa con l'attrice britannica Ann Todd (1909-1993).

## Filmografia

### Cinema
- Zazà (Zaza), regia di George Cukor (1939)
- Intermezzo (Intermezzo: A Love Story), regia di Gregory Ratoff (1939)
- Partita d'azzardo (Destry Rides Again), regia di George Marshall (1939)
- Stronger Than Desire, regia di Leslie Fenton (1939)
- Alla ricerca della felicità (The Blue Bird), regia di Walter Lang (1940)
- Paradiso proibito (All This, and Heaven Too), regia di Anatole Litvak (1940)
- La grande missione (Brigham Young), regia di Henry Hathaway (1940)
- Sangue e arena (Blood and Sand), regia di Rouben Mamoulian (1941)
- I tre moschettieri del Missouri (Bad Men of Missouri), regia di Ray Enright (1941)
- Com'era verde la mia valle (How Green Was My Valley), regia di John Ford (1941)
- Uomini nella sua vita (The Men in Her Life), regia di Gregory Ratoff (1941)
- Echi di gioventù (Remember the Day), regia di Henry King (1941)
- Delitti senza castigo (King's Row), regia di Sam Wood (1941)
- C'è sempre un domani (Pride of the Marines), regia di Delmer Daves (1945)
- Quella di cui si mormora (My Reputation), regia di Curtis Bernhardt (1946)
- Mamma non ti sposare (Three Daring Daughters), regia di Fred M. Wilcox (1948)
- Artiglio insanguinato (The Lion Hunters), regia di Ford Beebe (1951)

### Televisione
- Mio padre, il signor preside (The Stu Erwin Show) – serie TV, 104 episodi (1950-1953)